# オドー
オドー (ラテン文字表記: Odo) は、アメリカのSFテレビドラマ『スタートレック:ディープ・スペース・ナイン』に登場する人物の一人。宇宙ステーションディープ・スペース・ナインで保安主任を務める（演：ルネ・オーベルジョノワ、日本語版での声：加藤精三）。

## 種族的特徴
ガンマ宇宙域に住む可変種（創設者）と同じ流動体生物だが、ベイジョー・ワームホールと創設者種族の存在が知られる以前にベイジョー近隣宇宙域で発見されたため、自分の出自も知らなかった。ベイジョーにある研究施設で長年研究されていたが、知性がある存在だということから人権を認められ、以後固形種（人間）の社会で生活してきた。
あらゆるものに姿を変えることが出来、質量保存の法則を無視して小動物などに変身したこともある。普段は自分を見出し保護し知識を与えてくれたヒューマノイド人種に彼なりの敬意を表して人間の姿を模しているが、顔を再現することは苦手で、唇がなくやや顔立ちがのっぺりとしている。特に髪型は、彼を調査していた研究者モーラ博士を真似たものであることが作中で明言されている。(オドーはモーラ博士にたいして実験動物・研究対象として扱われた恨みと、実質上の育ての親としての尊敬に近い愛情を抱いている)16時間以上姿を変え続けることは厳しいことから定期的な休息（睡眠に類似）を必要とし、オドーの場合は液体状に戻り、ベッド代わりに愛用しているバケツに入り体を休める。他の創設者と一時的に同化する「繋がり」を行うことによって、互いの知識を交換することもできる。
名前の由来はカーデシア語で「何者でもない者」を意味する「オドーイタル」で、これがベイジョー流に「オドー・イタル」と呼ばれるようになり、後にオドーだけがファーストネーム扱いで定着した。

## 性格
性格は実直・生真面目であり、秩序と正義を愛する。論理的で、ともすれば杓子定規であるところなどは、スポックやデータの流れをくむが喜怒哀楽などの感情表現はある（几帳面な性格故、居室の家具類の配置にうるさく、彼が休息中にダックスがいたずらで数センチメートル移動させた際にはかなり立腹し本人を捕まえ、直させている）。
自分とは何者かを模索する "悩めるクルー" ではあるが、最大の違いは「友情」を嫌っていることである（後に徐々に受け入れ始める）。身体的に他人との違いを常に意識せざるを得ない流動生命体であるということもあるが、それ以上に、ともすれば論理よりも感情に流されがちになる他種族とは、一定の距離を置こうとしていた節がみられる。
ピカードと同様に、ディアナ・トロイの母であり、交流に積極的で時々は相手の迷惑をも顧みないラクサナ・トロイが苦手であったが、ターボリフトに一緒に閉じこめられて以来、ラクサナは恋心を、オドーは友情を抱くようになった。
フェレンギ人であるクワークに対しては、当初はモラルやルールよりも金儲けを優先させる、不誠実で何かと騒動を起こすフェレンギ人として強い警戒心を抱いていたが、何かと関わりを持ち続けた結果、クワークがオドーの正義感に対して一定の敬意を示すようになり、オドーもクワークに対して親しい相手だという認識を持つにいたった。しかし当初、この「自分に芽生えた理解し難く悩ましい感覚」というオドーが今までに経験したことのない感情が彼自身を悩ませる結果になっていた様子も見られた。
ウォーフの弟カーンを部下として受け入れた際には、クリンゴン人の気質に対して皮肉を言うこともあった。
ドミニオン戦争の頃には、オドーにも友情に対する理解が生まれ、クワークとは腐れ縁的な交流に、そしてキラ・ネリスとは恋愛関係に発展している。
自身の変身能力に対しては、他種族との違いを決定付けるものであるが、否定も肯定もしていない。見世物のように扱われるのは嫌で子供に変身をねだられた際には最初は拒否している。保安チーフという職務に当たっては、便利な特徴とみなしているらしい。趣味はこの変身能力を使って、様々な動物の動きを真似て変身能力を研究することで、自室内にはジャングルジムのような構造物があり、休息前の空き時間にヒョウに変身して飛び乗ったり、蛇に変身してよじ登ったりしていることを作中で語っている。

## 経歴
オドーはベイジョー星系のデノリアスベルト（小惑星帯）で謎の流動体生命として発見された。ベイジョー科学協会の科学者モーラ・ポルによって知的生命体であることが明らかとなり、研究対象として扱われつつ養育されてきた。2365年、テロック・ノール（ディープ・スペース・ナインの前身）でベイジョー人とカーデシア人の間を取り持つようになり、その仕事ぶりや変身能力を長官ガル・デュカットに評価されてステーションの保安を任されることになった。その関係でカーデシアの裁判官の資格を持つ。
2369年、テロック・ノールはベイジョーの支配下に入りディープ・スペース・ナインとなったが、彼はそのまま保安チーフとして仕事を続ける事になった。そして、惑星連邦によるドミニオンの本拠地を捜索する任務に同行し、ドミニオンの創設者こそが自らの同胞だということを知ることになった。オドーは創設者によって幼い頃から知識の集積を目的として銀河中に派遣された100人の内のひとりであった。
顔が広いらしく、カーデシアや惑星連邦内部から情報を手に入れることも多い。彼の実直な性分は、誰にとっても信頼に値することによる部分が大きいようで、他者をあまり信頼しないガル・デュカットですら、オドーには全幅の信頼を寄せていた。同じくカーデシア人でDS9に店を構えるエリム・ガラックも、頻繁に食事を共にする仲であるジュリアン・ベシアにさえ開かなかった心をオドーには開いている。
惑星連邦とセンケチの間に紛争を起こさせる破壊工作を行った創設者を殺害してしまった事によって、他の創設者により変身能力を奪われ人間の姿に固定された。この時に味覚を獲得し、バトラフ勲章授与式に潜入した際にはクリンゴンのブラッドワインを美味と評した（余談だが性交渉の感覚もこの時期に体験している）。また「末裔の星」の平行世界における未来では人間として生き続け、自分たちの存在が消滅することになることを知りつつ現代のベンジャミン・シスコたちを生かす選択を行っている。後に死に瀕した幼き流動体生物が彼の体内に入り、同化したことによって元の力を取り戻した。
ドミニオン戦争中、オドーは度々ドミニオン軍の司令官である創設者（女性可変種）と接触を持つ。その中で「繋がり」の素晴しさを知り、一時は固形種（人間達）を軽視する考えを抱いたこともあるが、キラ・ネリスの愛情を捨て去ることはできず固形種と共に生きる道を選ぶ。これによって二人の愛情は更に深まった。
しかし、オドーは地球での健康診断の際、惑星連邦の秘密機関であるセクション31により、創設者を絶滅させるために蔓延性の高い致死性の伝染病ウイルスを感染させられていた。オドーが「繋がり」を行うことによって、同化した者全員に伝染病を感染させ、最終的には最大の同化体である「大いなる繋がり」を死滅させようというものであり、実際オドーが発病した時には女性可変種もこの伝染病に侵されていた。
これは平和的接触を守る惑星連邦の規律に反す行為であるが、秘密機関という事もあり公にはされていない。ジュリアン・ベシアがオドーの治療方法を探す中でそれに気づき、命懸けの作戦により伝染病の治療法を入手している。
消耗戦となった戦争終盤、オドーは女性可変種と「繋がり」を持ち、病を治し固形種への偏見を解くことで戦争終結へと導いた。元々ドミニオン戦争自体が流動体生物である創設者の固形種軽視による誤解から始まったこともあり、戦争終了後、伝染病の治療と誤解の解消のために故郷である「大いなる繋がり」に戻る事を決意する。そして、キラ・ネリスに見送られてオドーは「大いなる繋がり」に戻り、それによって伝染病に冒されていた「大いなる繋がり」は回復した。
2401年時点でも大いなる繋がりにおり、一部の可変種がかつての女性可変種以上に固形種への敵意を持って進化し、暗躍を開始している事をウォーフに伝えた。